# Tricentrogyna vinacea
Tricentrogyna vinacea là một loài bướm đêm trong họ Geometridae.